# Henryk Zaremba

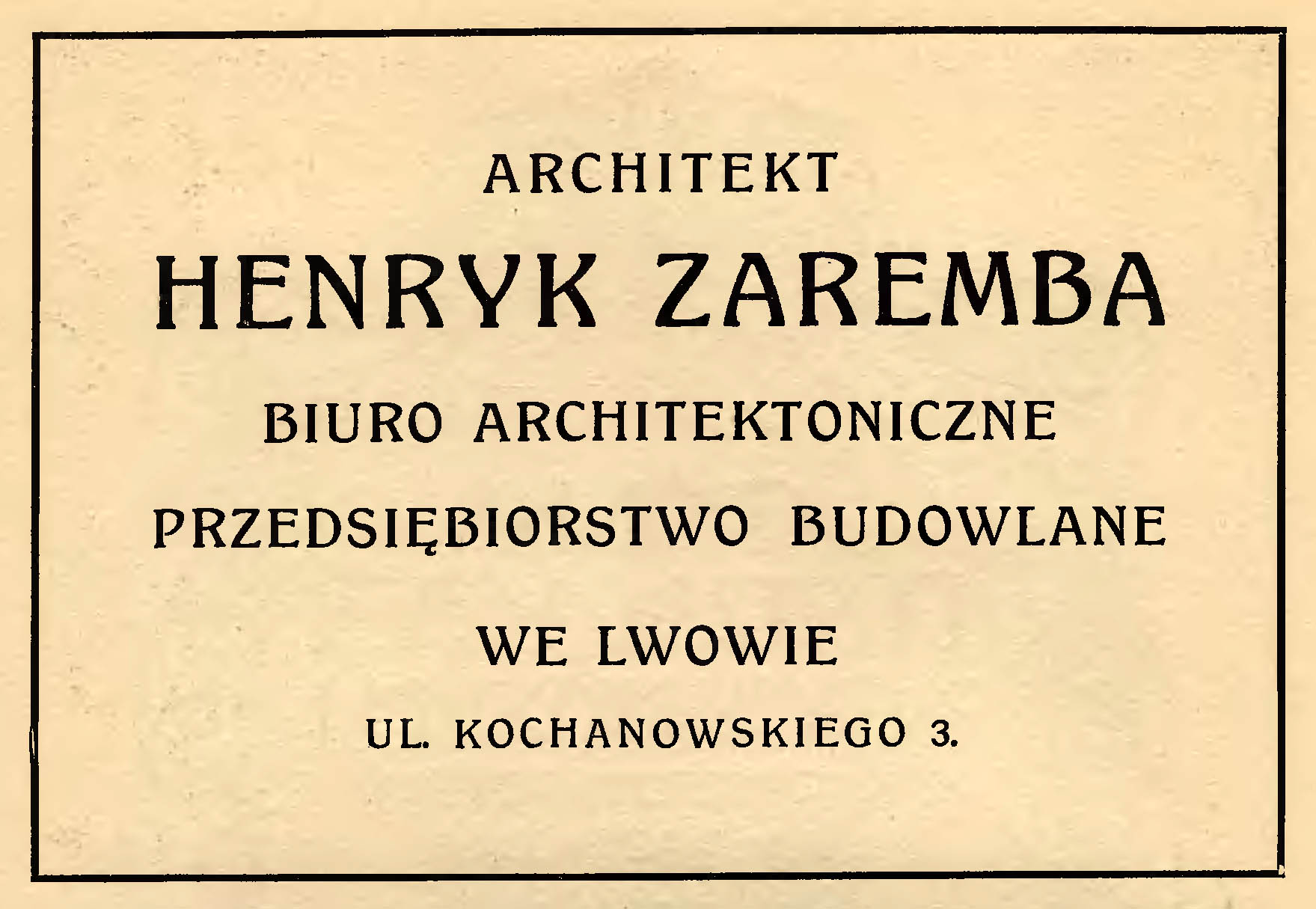
Reklama biura architektonicznego w Roczniku Architektonicznym 1913/1914

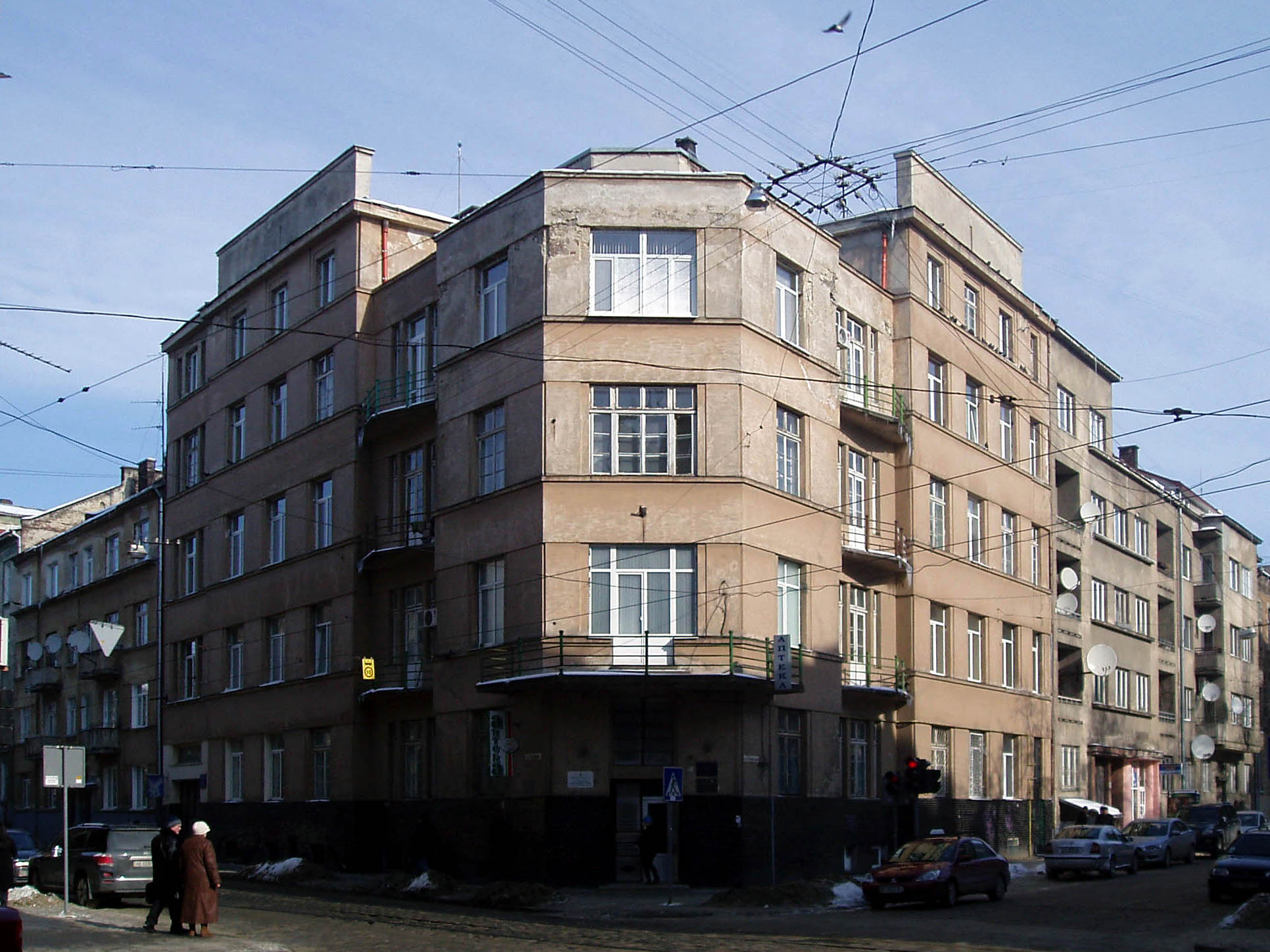
Dawny hostel „Dom emigranta” przy Ulica Jewhena Konowalca we Lwowie

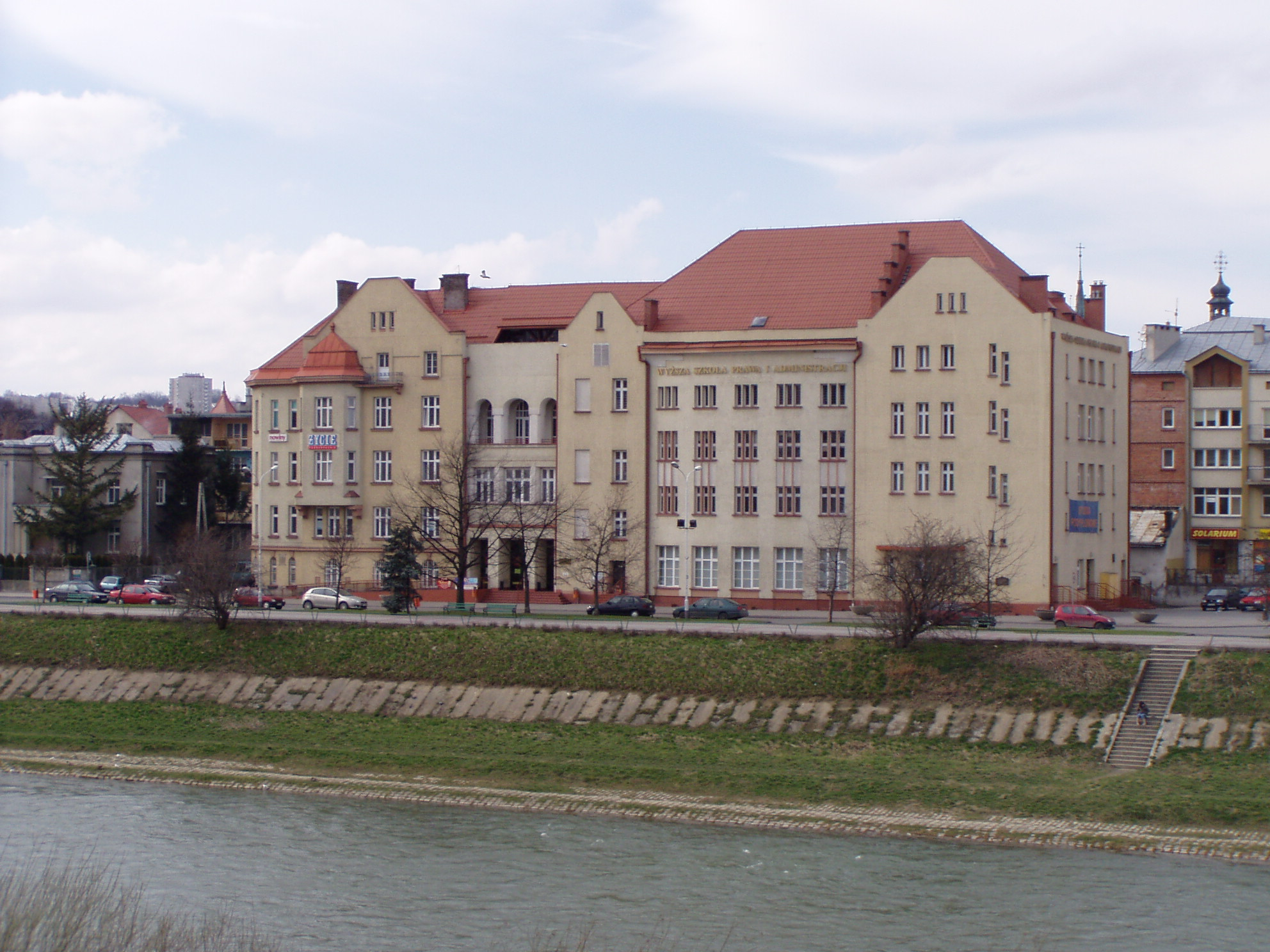
Dawny Dom Robotniczy w Przemyślu

Henryk Mikołaj Zaremba (ur. 10 września 1883 w Nowym Sączu, zm. 26 czerwca 1954 w Warszawie) – polski architekt, inżynier budownictwa.

## Życiorys
Wychowywał się w zamożnej rodzinie Bolesława Zaremby, maszynisty kolejowego w Sanoku i Stefanii ze Strowskich. Miał brata Bolesława (młodszego o ok. dwa lata) oraz siostry Marię i Helenę (jako chora umysłowo zmarła 29 grudnia 1918). Po śmierci ojca mieszkał z rodziną w Grzybowie, a finalnie osiadł we Lwowie, gdzie Zarembowie mieszkali przy ulicy Bema. Tam uczęszczał do gimnazjum, którego nie ukończył. Następnie kształcił się w C. K. Państwowej Szkole Przemysłowej w Krakowie, gdzie od 1900 do 1904 odbył na Wydziale Budownictwa kursy I-IV. Po namówieniu matki do sprzedaży domu w Sanoku wyjechał do Monachium, gdzie podjął studia malarstwa. Po powrocie związał się nieformalnie ze służącą domową Zarembów, Pauliną Kowal, z którą miał syna Henryka.
Studiował na Politechnice Lwowskiej, po ukończeniu nauki w 1909 praktykował przez dwa lata, a następnie otrzymał uprawnienia architekta, które umożliwiły mu otworzenie własnego biura. Do 1914 projektował budynki w stylu modernistycznym, od 1919 był członkiem nadzwyczajnym Polskiego Towarzystwa Politechnicznego we Lwowie. Po I wojnie światowej kontynuował swoją działalność, aby na początku lat 30. tworzyć w stylu funkcjonalizmu.
30 grudnia 1931 w jego willi w Łączkach koło Brzuchowic została zamordowana jego 16-letnia córka Elżbieta (Lusia), o morderstwo została posądzona opiekunka, gospodyni i kochanka Henryka Zaremby Rita Gorgonowa. Dzięki mediom sprawa stała się głośna, skupiła na rodzinie Zarembów uwagę całego kraju. Sąd w Krakowie uznał Gorgonową za winną i osadził w więzieniu, z którego wyszła po wybuchu II wojny światowej. Początkowo Henryk Zaremba był podejrzewany o utrudnianie śledztwa i zacieranie śladów, był więziony przez pięć tygodni w więzieniu „Brygidki”, nie mógł uczestniczyć w pogrzebie córki. Po zakończeniu procesu przeszedł załamanie nerwowe, przedsiębiorstwo budowlane „Henryk Zaremba i S-ka” upadło.
W trakcie procesu prasa odnosiła się do Zaremby bardzo krytycznie. Rozpowszechniane były też fałszywe plotki na jego temat m.in. jakoby miał w dzieciństwie spowodować śmierć brata albo też, że wyrzucił na bruk własną matkę. Zaremba twierdził, że ataki prasy są inspirowane przez obronę Gorgonowej w celu umniejszenia jej winy.
W 1932 lub 1933 przeprowadził się do Warszawy, bez sukcesu próbował prowadzić działalność budowlaną. 5 stycznia 1939 zginął pod lawiną syn Henryka Zaremby Stanisław. Architekt zmarł w Warszawie w 1954 i został pochowany na Cmentarzu Wojskowym na Powązkach (kwatera A34, rząd 7, miejsce 1).

## Dorobek architektoniczny

### Projekty zrealizowane
- Lodowisko kryte „Skating-Ring” na ulicy Zielonej 59 we Lwowie, współautor Julian Pinkerfeld. Budynek powstał ze zbrojonego betonu, jego szklany sufit ozdobiony był witrażami Witolda Rzegocińskiego. Na ścianach znajdowały się panneau Leonarda Winterowskiego i płaskorzeźby Zygmunta Kurczyńskiego /1910/;
- Kamienica Zygmunta Hutvalda przy ulicy Szota Rustawelego 36 (Jabłonowskich) we Lwowie /1911/;
- Kamienica przy ulicy Jozafata Kocyłowskiego 15 (Józefa Torosiewicza) we Lwowie, współautor Julian Pinkerfeld, rzeźby na elewacji dłuta Tadeusza Błotnickiego /1911/;
- Dom Robotniczy w Przemyślu, wnętrze sali teatralnej zdobią rzeźby Zygmunta Kurczyńskiego /1912/;
- Konkursowy projekt hali targowej w Jarosławiu, współautor Rudolf Macura /1912/;
- Kamienica przy ulicy Jarosława Stećki 4 (Senatorska, od 1938 Ignacego Jana Paderewskiego) we Lwowie, rzeźby na elewacji dłuta Zygmunta Kurczyńskiego /1912/;
- Szkoła im. Teofila Lenartowicza przy ulicy Weteranów 11 /1913/;
- Zespół kamienic przy ulicy Jurija Muszaka 48-50-52 (gen. Józefa Dwernickiego) we Lwowie, współautor Marcin Chrzanowski, rzeźby na elewacji dłuta Władysława Jarockiego /1913/;
- Zabudowa fabryki maszyn rolniczych przy ulicy Gródeckiej 64 we Lwowie /1919–1922/;
- Wnętrze Apteki Mariackiej dr. Stefana Stenzla w stylu zmodernizowanego neoempire i neobiedermeier, plac Adama Mickiewicza 8 (Plac Mariacki) we Lwowie, rzeźby dłuta Piotra Wójtowicza /1922/;
- Ołtarze boczne i ławki w domu rekolekcyjnym Jezuitów we Lwowie /1923/;
- Drewniany kościół pw. Matki Boskiej Nieustającej Pomocy na Lewandówce we Lwowie /1921–1923, zburzony w 1960/;
- Kierownictwo przebudowy dworca kolejowego we Lwowie, fasady i wnętrze zostało ozdobione rzeźbami Piotra Wójtowicza /1920–1923/;
- Pawilony Banku Przemysłowego na Targach Wschodnich, dekoracja rzeźbiarska Zygmunta Kurczyńskiego /1924/;
- Ołtarz kościoła w Jedliczu, rzeźby dłuta Piotra Wójtowicza /1924–1925/;
- Hostel „Dom emigranta” przy ulicy Jewhena Konowalca 12 (29 Listopada)(inne języki)/Rusowych 4 (Wiśniowieckich) we Lwowie /1930/;
- Kierownictwo budowy „Domu kolejarzy” projektu Romualda Millera przy ulicy Jurija Fedkowycza 54/56 (Wojciecha Kętrzyńskiego) /1929–1937/;
- Kaplica w Krechowie /1930–1939/ nieukończona;
- Wieża kościoła w Rymanowie;
- Willa „Nemo” w Krynicy–Zdroju.

### Projekty niezrealizowane
- I nagroda w konkursie na projekt hotelu Krakowskiego z funduszu Towarzystwa Wzajemnych Ubezpieczeń w Krakowie pracowników sektora publicznego, Plac Soborny 7 (Plac Bernardyński) przy ulicy Piekarskiej we Lwowie, współautor Rudolf Macura /1911/. Ostatecznie realizowano w latach 1913–1914 projekt Michała Łużeckiego, który wzorował się na założeniach Henryka Zaremby;
- Osiedle Funduszu Kwaterunku Wojskowego w rejonie ulicy Szota Rustawelego (Jabłonowskich) i Iwana Franki (Pańska, od 1929 marsz. Józefa Piłsudskiego) we Lwowie;
- II nagroda w konkursie na przebudowę Teatru Skarbkowskiego, współautor Rudolf Macura /1911/.